# Тарумовка (Дагестан)
Тарумовка — село, адміністративний центр Тарумовського району, Дагестан, Росія.

## Географія
Розташоване на трасі Махачкала — Астрахань. За 175 км від міста Махачкала. Найближча залізнична станція — Карабагли (за 13 км від села).

## Історія
Село засноване в 1786 році астраханським прокурором Андрієм Тарумовим, який поселив селян на виділених йому землях. На честь нього село і отримало свою назву. Селяни займалися риболовлею в річках Сєрєдняя, Бєловая і Прорва, виноградарством і шовківництвом.

## Населення
За переписом 2010 року в селі проживало 5372 осіб.

До середини 80-х років основним населенням села були росіяни. Але у зв'язку з великим припливом переселенців з гір і відтоком російськомовного населення з району, відбулася перебудова національного складу села. В даний час росіяни в селі складають близько половини населення. За переписом 2002 етнічний склад села був наступним:
- Аварці — 30,2%,
- Росіяни — 29,5%,
- Даргинці — 19,8% та ін[3].

У селі діє церква на честь Апостола Андрія Первозванного, (побудована в 1856 році).

## Господарство
У селі діє МУП імені Кірова. Підприємство має провідне господарство в республіці з розвитку племінного тваринництва, а також є провідним виробником сільгосппродукції.